# Eckenhaid
Eckenhaid ist ein Gemeindeteil des Marktes Eckental im Landkreis Erlangen-Höchstadt (Mittelfranken, Bayern). Die Gemarkung Eckenhaid hat eine Fläche von 3,983 km². Sie ist in 2487 Flurstücke aufgeteilt, die eine durchschnittliche Flurstücksfläche von 1601,69 m² haben. In ihr liegen neben dem namensgebenden Ort die Gemeindeteile Eckenmühle und Marquardsburg.

## Geografie
Das Pfarrdorf liegt im Erlanger Albvorland. Das historische Ortszentrum von Eckenhaid befindet sich etwas weniger als zwei Kilometer ostnordöstlich des Verwaltungszentrums von Eckental. Der etwa einen halben Kilometer südwestlich davon gelegene heutige Ortsmittelpunkt befindet sich auf einer Höhe von 330 m ü. NHN. Die von Eschenau kommende Kreisstraße ERH 11 durchquert den Ort und verläuft weiter zur Staatsstraße 2236. Außerdem führt  die Kreisstraße ERH 9 in Nord-Süd-Richtung  durch den Ort.

## Geschichte

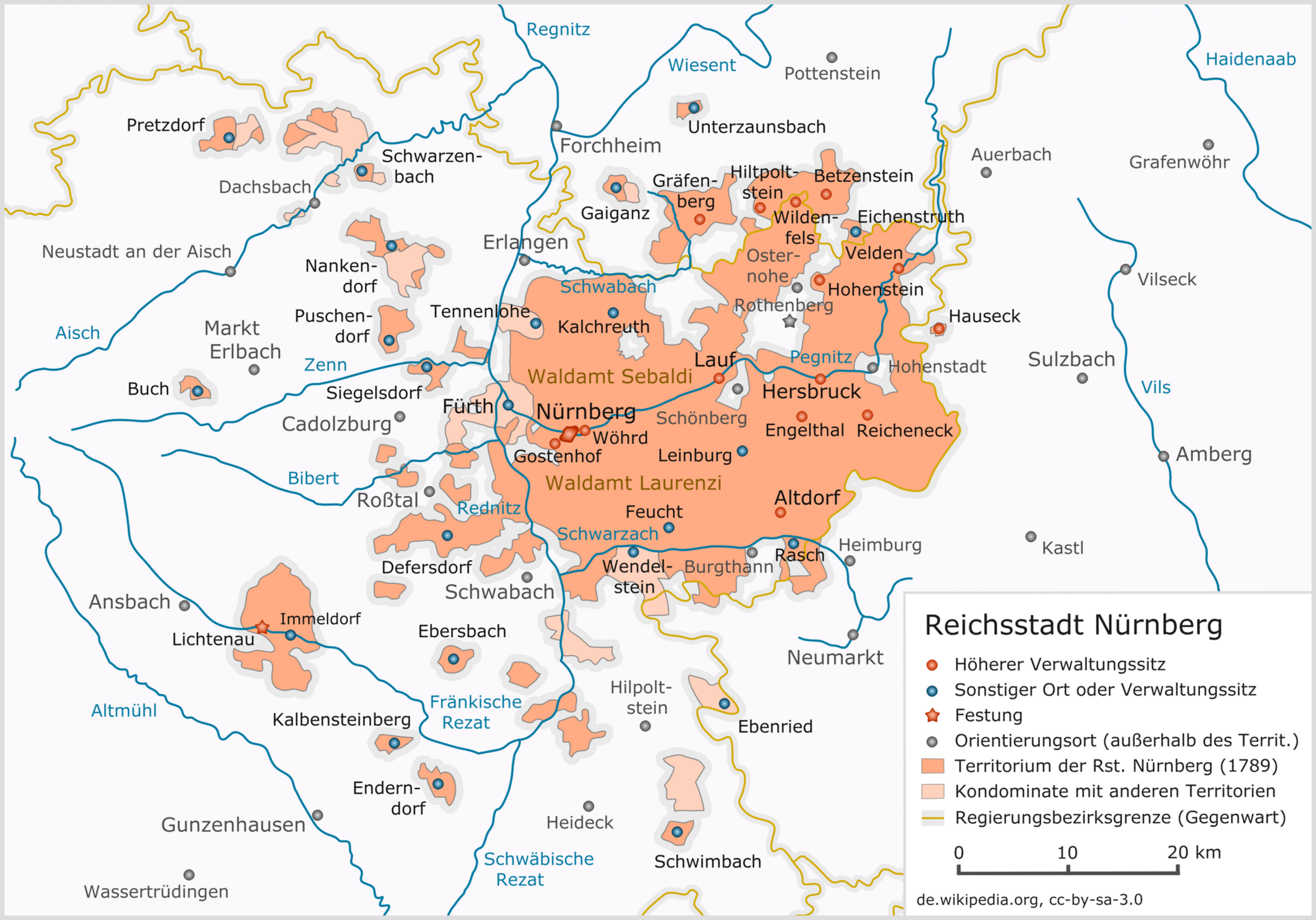
Landgebiet der Reichsstadt Nürnberg

Der Ort wurde wahrscheinlich in der zweiten Hälfte des 11. Jahrhunderts gegründet.
Bis zum Beginn des 19. Jahrhunderts unterstand Eckenhaid der Landeshoheit der Reichsstadt Nürnberg. Die Dorf- und Gemeindeherrschaft übte Graf Bettschart auf Immendorf in der Halden aus, ein Nürnberger Eigenherr. Eckenhaid wurde 1806 bayerisch, nachdem die Reichsstadt Nürnberg unter Bruch der Reichsverfassung vom Königreich Bayern annektiert worden war. Damit wurde der Ort ein Bestandteil der bei der „napoleonischen Flurbereinigung“ in Besitz genommenen neubayerischen Gebiete, was im Juli 1806 mit der Rheinischen Bundesakte nachträglich legalisiert wurde.
Durch die Verwaltungsreformen zu Beginn des 19. Jahrhunderts im Königreich Bayern wurde Eckenhaid mit dem Zweiten Gemeindeedikt 1818 eine Ruralgemeinde, zu der der Weiler Marquardsburg und die Einöde Eckenmühle gehörten. Im Zuge der kommunalen Gebietsreform in Bayern wurde die Gemeinde Eckenhaid am 1. Juli 1972 in den neu gebildeten Markt Eckental eingegliedert.

## Sehenswürdigkeiten

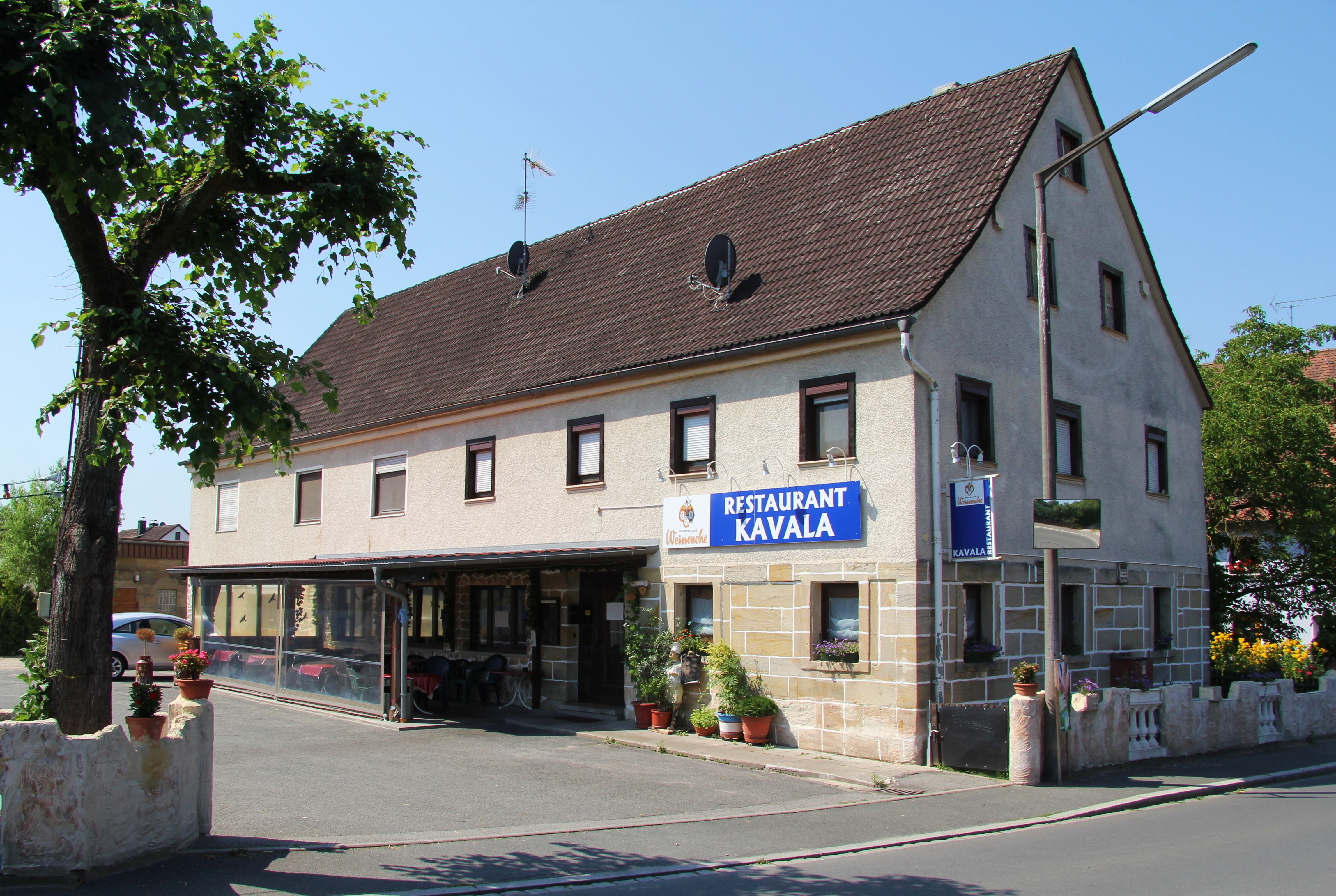
Denkmalgeschütztes Gasthaus

In Eckenhaid gibt es sechs denkmalgeschützte Bauwerke, darunter ein ehemaliges Schloss und drei Wohnhäuser.